# Instytut Języka Estońskiego
Instytut Języka Estońskiego (est. Eesti Keele Instituut) – wydział Instytutu Estońskiego, z siedzibą w Tallinnie, zajmujący się regulacją języka estońskiego.